# Feaella anderseni
Espèce
Feaella anderseni est une espèce de pseudoscorpions de la famille des Feaellidae.

## Distribution
Cette espèce est endémique du Kimberley en Australie-Occidentale,.

## Description
Les femelles mesurent de 2,15 à 2,54 mm.

## Étymologie
Cette espèce est nommée en l'honneur d'Alan Andersen.

## Publication originale
- Harvey, 1989 : A new species of Feaella Ellingsen from north-western Australia (Pseudoscorpionida: Feaellidae). Bulletin of the British Arachnological Society, vol. 8, no 2, p. 41-44 (texte intégral).